# U-21-Fußball-Europameisterschaft 2025/Gruppe D
| Pl. | Land        | Sp. | S | U | N | Tore    | Diff. | Punkte |
| --- | ----------- | --- | - | - | - | ------- | ----- | ------ |
| 1.  | Dänemark    | 3   | 2 | 1 | 0 | 007:500 | +2    | 07     |
| 2.  | Niederlande | 3   | 1 | 1 | 1 | 005:400 | +1    | 04     |
| 3.  | Ukraine     | 3   | 1 | 0 | 2 | 004:500 | −1    | 03     |
| 4.  | Finnland    | 3   | 0 | 2 | 1 | 004:600 | −2    | 02     |

Gruppe D der U-21-Fußball-Europameisterschaft 2025:

## Ukraine – Dänemark 2:3 (1:0)
| Ukraine                                               | Ukraine | Dänemark | Dänemark |
| ----------------------------------------------------- | --- | --- | -------- |
| Ukraine                                               | \| 1. Spieltag \| \| 12. Juni um 18:00 Uhr in Prešov (Futbal Tatran Aréna) \| \| Zuschauer: 5.458 \| \| Schiedsrichter: Goga Kikatscheischwili ( Georgien) \| \| Spielbericht \| | \| 1. Spieltag \| \| 12. Juni um 18:00 Uhr in Prešov (Futbal Tatran Aréna) \| \| Zuschauer: 5.458 \| \| Schiedsrichter: Goga Kikatscheischwili ( Georgien) \| \| Spielbericht \| | Dänemark |
| Ukraine                                               | Ruslan Neschtscheret – Witalij Roman (54. Bohdan Wjunnyk), Eduard Kosik, Arsenij Batahow, Kostjantyn Wiwtscharenko – Oleh Otscheretko, Wolodymyr Braschko , Walentyn Rubtschynskyj (63. Jehor Jarmoljuk) – Maksym Braharu (80. Illja Kwasnyzja), Wladyslaw Wanat, Nasar Woloschyn (63. Wolodymyr Saljuk) Cheftrainer: Unai Melgosa ( Spanien) | Andreas Jungdal – Anton Gaaei, Thomas Thiesson Kristensen, Oliver Provstgaard , Victor Bak – William Bøving (81. Oscar Fraulo), Tochi Chukwuani (57. Noah Nartey), Oliver Sørensen – Mathias Kvistgaarden (57. Clement Bischoff), Conrad Harder (70. William Osula), Isak Jensen (81. Thomas Jørgensen) Cheftrainer: Steffen Højer | Dänemark |
| Ukraine                                               | 1:0 Woloschyn (22.) 2:1 Braharu (78.) | 1:1 Bischoff (63.) 2:2 Bøving (81.) 2:3 Osula (85.) | Dänemark |
| Ukraine                                               | Roman (33.), Braharu (54.) | Bak (48.) | Dänemark |
| Ukraine                                               | Spieler des Spiels: Oleh Otscheretko (Ukraine) | | Dänemark |
| 1. Spieltag                                           | | |          |
| 12. Juni um 18:00 Uhr in Prešov (Futbal Tatran Aréna) | | |          |
| Zuschauer: 5.458                                      | | |          |
| Schiedsrichter: Goga Kikatscheischwili ( Georgien)    | | |          |
| Spielbericht                                          | | |          |

## Finnland – Niederlande 2:2 (2:0)
| Finnland                                                  | Finnland | Niederlande | Niederlande |
| --------------------------------------------------------- | --- | --- | ----------- |
| Finnland                                                  | \| 1. Spieltag \| \| 12. Juni um 21:00 Uhr in Košice (Košická futbalová aréna) \| \| Zuschauer: 7.369 \| \| Schiedsrichter: Alexis Herrera ( Venezuela) \| \| Spielbericht \|                                                                                       | \| 1. Spieltag \| \| 12. Juni um 21:00 Uhr in Košice (Košická futbalová aréna) \| \| Zuschauer: 7.369 \| \| Schiedsrichter: Alexis Herrera ( Venezuela) \| \| Spielbericht \| | Niederlande |
| Finnland                                                  | Lucas Bergström – Miska Ylitolva, Ville Koski, Rony Jansson, Tomas Galvez – Santeri Väänänen , Luka Hyryläinen – Casper Terho (74. Kalle Wallius), Adam Markhiev (74. Niklas Pyyhtiä), Topi Keskinen – Naatan Skyttä (65. Otso Liimatta) Cheftrainer: Mika Lehkosuo | Robin Roefs – Devyne Rensch , Ryan Flamingo, Jorrel Hato, Bjorn Meijer (65. Antoni Milambo) – Ian Maatsen, Youri Regeer (46. Luciano Valente), Kenneth Taylor – Million Manhoef (65. Ernest Poku), Noah Ohio (78. Thom van Bergen), Ruben van Bommel (78. Myron van Brederode) Cheftrainer: Michael Reiziger | Niederlande |
| Finnland                                                  | 1:0 Terho (25.) 2:0 Keskinen (28.) | 2:1 Valente (59.) 2:2 Poku (90.+3') | Niederlande |
| Finnland                                                  | Koski (1.), Markhiev (19.), Bergström (90.+1') | Rensch (53.) | Niederlande |
| Finnland                                                  | Spieler des Spiels: Santeri Väänänen (Finnland) | | Niederlande |
| 1. Spieltag                                               | | |             |
| 12. Juni um 21:00 Uhr in Košice (Košická futbalová aréna) | | |             |
| Zuschauer: 7.369                                          | | |             |
| Schiedsrichter: Alexis Herrera ( Venezuela)               | | |             |
| Spielbericht                                              | | |             |

## Finnland – Ukraine 0:2 (0:1)
| Finnland                                                  | Finnland | Ukraine | Ukraine |
| --------------------------------------------------------- | --- | --- | ------- |
| Finnland                                                  | \| 2. Spieltag \| \| 15. Juni um 18:00 Uhr in Košice (Košická futbalová aréna) \| \| Zuschauer: 8.636 \| \| Schiedsrichter: Alessandro Dudic ( Schweiz) \| \| Spielbericht \| | \| 2. Spieltag \| \| 15. Juni um 18:00 Uhr in Košice (Košická futbalová aréna) \| \| Zuschauer: 8.636 \| \| Schiedsrichter: Alessandro Dudic ( Schweiz) \| \| Spielbericht \| | Ukraine |
| Finnland                                                  | Lucas Bergström – Kalle Wallius (80. Miska Ylitolva), Ville Koski, Matti Peltola (54. Luka Hyryläinen), Rony Jansson, Tomas Galvez – Santeri Väänänen , Adam Markhiev (46. Naatan Skyttä) – Juho Talvitie (54. Casper Terho), Otso Liimatta (73. Niklas Pyyhtiä), Topi Keskinen Cheftrainer: Mika Lehkosuo | Ruslan Neschtscheret – Eduard Kosik (69. Wolodymyr Saljuk), Arsenij Batahow, Taras Mychawko, Kostjantyn Wiwtscharenko – Jehor Jarmoljuk, Wolodymyr Braschko , Oleh Otscheretko (62. Walentyn Rubtschynskyj) – Maksym Braharu (62. Nasar Woloschyn), Wladyslaw Wanat (69. Bohdan Wjunnyk), Wladyslaw Weleten (90.+2' Artjom Smoljakow) Cheftrainer: Unai Melgosa ( Spanien) | Ukraine |
| Finnland                                                  | 0:1 Wanat (28.) 0:2 Braharu (49.) | | Ukraine |
| Finnland                                                  | Koski (80.) | Braschko (55.), Jarmoljuk (66.), Saljuk (71.), Mychawko (74.) | Ukraine |
| Finnland                                                  | Braschko (90.+1') | | Ukraine |
| Finnland                                                  | Spieler des Spiels: Wladyslaw Wanat (Ukraine) | | Ukraine |
| 2. Spieltag                                               | | |         |
| 15. Juni um 18:00 Uhr in Košice (Košická futbalová aréna) | | |         |
| Zuschauer: 8.636                                          | | |         |
| Schiedsrichter: Alessandro Dudic ( Schweiz)               | | |         |
| Spielbericht                                              | | |         |

## Niederlande – Dänemark 1:2 (1:1)
| Niederlande                                           | Niederlande | Dänemark | Dänemark |
| ----------------------------------------------------- | --- | --- | -------- |
| Niederlande                                           | \| 2. Spieltag \| \| 15. Juni um 21:00 Uhr in Prešov (Futbal Tatran Aréna) \| \| Zuschauer: 5.484 \| \| Schiedsrichter: Simone Sozza ( Italien) \| \| Spielbericht \| | \| 2. Spieltag \| \| 15. Juni um 21:00 Uhr in Prešov (Futbal Tatran Aréna) \| \| Zuschauer: 5.484 \| \| Schiedsrichter: Simone Sozza ( Italien) \| \| Spielbericht \| | Dänemark |
| Niederlande                                           | Robin Roefs – Devyne Rensch , Ryan Flamingo, Jorrel Hato, Ian Maatsen (82. Bjorn Meijer) – Anass Salah-Eddine, Luciano Valente (66. Antoni Milambo), Kenneth Taylor – Ernest Poku (66. Million Manhoef), Noah Ohio (66. Thom van Bergen), Ruben van Bommel (85. Myron van Brederode) Cheftrainer: Michael Reiziger | Andreas Jungdal – Anton Gaaei, Lucas Hey, Oliver Provstgaard , Elias Jelert (80. Victor Bak) – Oscar Fraulo (60. Tochi Chukwuani), Noah Nartey, Oliver Sørensen (60. William Bøving) – Isak Jensen (60. Mathias Kvistgaarden), William Osula (72. Conrad Harder), Clement Bischoff Cheftrainer: Steffen Højer | Dänemark |
| Niederlande                                           | 1:0 Provstgaard (19., Eigentor) | 1:1 Osula (35.) 1:2 Osula (47.) | Dänemark |
| Niederlande                                           | Taylor (89.) | Bischoff (60.) | Dänemark |
| Niederlande                                           | Spieler des Spiels: Clement Bischoff (Dänemark) | | Dänemark |
| 2. Spieltag                                           | | |          |
| 15. Juni um 21:00 Uhr in Prešov (Futbal Tatran Aréna) | | |          |
| Zuschauer: 5.484                                      | | |          |
| Schiedsrichter: Simone Sozza ( Italien)               | | |          |
| Spielbericht                                          | | |          |

## Dänemark – Finnland 2:2 (1:0)
| Dänemark                                                  | Dänemark | Finnland | Finnland |
| --------------------------------------------------------- | --- | --- | -------- |
| Dänemark                                                  | \| 3. Spieltag \| \| 18. Juni um 18:00 Uhr in Košice (Košická futbalová aréna) \| \| Zuschauer: 6.940 \| \| Schiedsrichter: Damian Sylwestrzak ( Polen) \| \| Spielbericht \| | \| 3. Spieltag \| \| 18. Juni um 18:00 Uhr in Košice (Košická futbalová aréna) \| \| Zuschauer: 6.940 \| \| Schiedsrichter: Damian Sylwestrzak ( Polen) \| \| Spielbericht \| | Finnland |
| Dänemark                                                  | Andreas Jungdal – Elias Jelert (75. Sebastian Otoa), Thomas Thiesson Kristensen, Lucas Hey, Aske Adelgaard – Oscar Fraulo (46. Mathias Kvistgaarden), Oscar Højlund (46. Noah Nartey), Tochi Chukwuani (86. Oliver Sørensen) – Thomas Jørgensen (55. William Osula), Conrad Harder, William Bøving Cheftrainer: Steffen Højer | Lucas Bergström – Miska Ylitolva (62. Dario Naamo), Matti Peltola, Rony Jansson, Tomas Galvez – Santeri Väänänen (84. Oiva Jukkola), Luka Hyryläinen (46. Adam Markhiev) – Casper Terho (70. Juho Talvitie), Naatan Skyttä, Topi Keskinen – Otso Liimatta (62. Niklas Pyyhtiä) Cheftrainer: Mika Lehkosuo | Finnland |
| Dänemark                                                  | 1:0 Harder (10.) 2:0 Harder (68.) | 2:1 Skyttä (73.) 2:2 Keskinen (82.) | Finnland |
| Dänemark                                                  | Liimatta (44.), Väänänen (69.) | | Finnland |
| Dänemark                                                  | Spieler des Spiels: Topi Keskinen (Finnland) | | Finnland |
| 3. Spieltag                                               | | |          |
| 18. Juni um 18:00 Uhr in Košice (Košická futbalová aréna) | | |          |
| Zuschauer: 6.940                                          | | |          |
| Schiedsrichter: Damian Sylwestrzak ( Polen)               | | |          |
| Spielbericht                                              | | |          |

## Niederlande – Ukraine 2:0 (1:0)
| Niederlande                                           | Niederlande | Ukraine | Ukraine |
| ----------------------------------------------------- | --- | --- | ------- |
| Niederlande                                           | \| 3. Spieltag \| \| 18. Juni um 18:00 Uhr in Prešov (Futbal Tatran Aréna) \| \| Zuschauer: 5.216 \| \| Schiedsrichter: Vasilios Fotias ( Griechenland) \| \| Spielbericht \| | \| 3. Spieltag \| \| 18. Juni um 18:00 Uhr in Prešov (Futbal Tatran Aréna) \| \| Zuschauer: 5.216 \| \| Schiedsrichter: Vasilios Fotias ( Griechenland) \| \| Spielbericht \| | Ukraine |
| Niederlande                                           | Robin Roefs – Devyne Rensch , Rav van den Berg, Jorrel Hato, Ian Maatsen – Ryan Flamingo, Luciano Valente (73. Youri Regeer), Kenneth Taylor (90.+2' Bjorn Meijer) – Million Manhoef (73. Ernest Poku), Thom van Bergen (79. Noah Ohio), Ruben van Bommel (79. Myron van Brederode) Cheftrainer: Michael Reiziger | Ruslan Neschtscheret – Illja Krupskyj (74. Eduard Kosik), Arsenij Batahow , Taras Mychawko, Kostjantyn Wiwtscharenko – Walentyn Rubtschynskyj (65. Anton Zarenko), Jehor Jarmoljuk, Oleh Otscheretko (74. Oleksandr Jazyk) – Maksym Braharu, Wladyslaw Wanat (65. Bohdan Wjunnyk), Nasar Woloschyn (81. Illja Kwasnyzja) Cheftrainer: Unai Melgosa ( Spanien) | Ukraine |
| Niederlande                                           | 1:0 Valente (34.) 2:0 van Bergen (57.) | | Ukraine |
| Niederlande                                           | Maatsen (37.), van den Berg (51.) | Wiwtscharenko (48.), Otscheretko (59.) | Ukraine |
| Niederlande                                           | Regeer (81.) | | Ukraine |
| Niederlande                                           | Spieler des Spiels: Luciano Valente (Niederlande) | | Ukraine |
| 3. Spieltag                                           | | |         |
| 18. Juni um 18:00 Uhr in Prešov (Futbal Tatran Aréna) | | |         |
| Zuschauer: 5.216                                      | | |         |
| Schiedsrichter: Vasilios Fotias ( Griechenland)       | | |         |
| Spielbericht                                          | | |         |